# 3-й піхотний полк (Австро-Угорщина)
3-й Моравський піхотний полк ерцгерцога Карла Тешенського (нім. Mährisches Infanterie-Regiment Nr. 3, IR. 3) — чеський (моравський) піхотний полк Спільної армії Збройних сил Австро-Угорщини.

## Історія

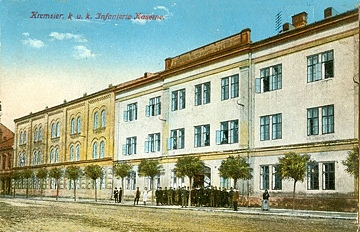
Казарми полку в Кромержижі.

Утворений в 1715 році як 3-й піхотний полк. З 1780 р. носив ім'я свого шефа, ерцгерцога австрійського Карла Тешенського.
У 1870 р. командування полку перебувало в Празі, а резервне командування та округ доповнення в Кромержижі. Полк входив в 1-у бригаду 12-ї дивізії.
У 1871 році командування полку було переведено в Оломоуць.
Штаб-квартира ― Брно (1903), Мостар (1904–1905), Чеський Тешин (з 1906), місце вербування солдатів — Кромержиж.
Своє свято полк відзначав 22 травня, в річницю битви під Асперном 1809 року.

## Бойовий шлях
Полк брав участь у Семирічній війні, у Наполеонівських війнах та Австро-італо-прусській війні.
У 1914 полк вирушив на Італійський фронт Першої світової війни, де брав участь у кількох битвах при Ізонцо.

## Склад
- 1-й батальйон (1903 — Брно, 1904 — Мостар, 1909 — Оломоуць, 1912 — Добой);
- 2-й батальйон (1903 — Брно, 1904 — Мостар, 1906 — Чеський Тешин);
- 3-й батальйон (1903 — Кромержиж, 1904 — Мостар, 1906 — Чеський Тешин);
- 4-й батальйон (1903 — Брно, 1904 — Кромержиж).[1]

Національний склад (1914):
- 83 % — чехи;
- 10 % ― угорці;
- 7 % — інші національності.

## Почесні шефи
- 1780—1918: ерцгерцог Карл Тешенський.

## Командування
- 1794—1797: полковник Христоф фон Латтерманн;
- 1857—1859: полковник Франц фон Йон;
- 1859—1865: полковник Едуард Шпільбергер фон Шпільвалль;
- 1879—1895: полковник Уго фон Енрікес;
- 1900—1904: полковник Карл Рудзінський фон Рудно;
- 1905—1908: полковник Йоганн Айслер, ріттер фон Ейзенхорт;
- 1909—1912: полковник Йозеф Шон;
- 1913—1914: полковник барон Гейнріх фон Теста.[2]

## Підпорядкування
1-й батальйон → 12-а гірська бригада, 48-а піхотна дивізія, 15-й армійський корпус.
2-й, 3-й батальйон → 23-а піхотна бригада, 12-а піхотна дивізія, 6-а армія.
4-й батальйон → 8-а піхотна бригада, 4-а піхотна дивізія, 2-й армійський корпус, 4-а армія.

## Однострій

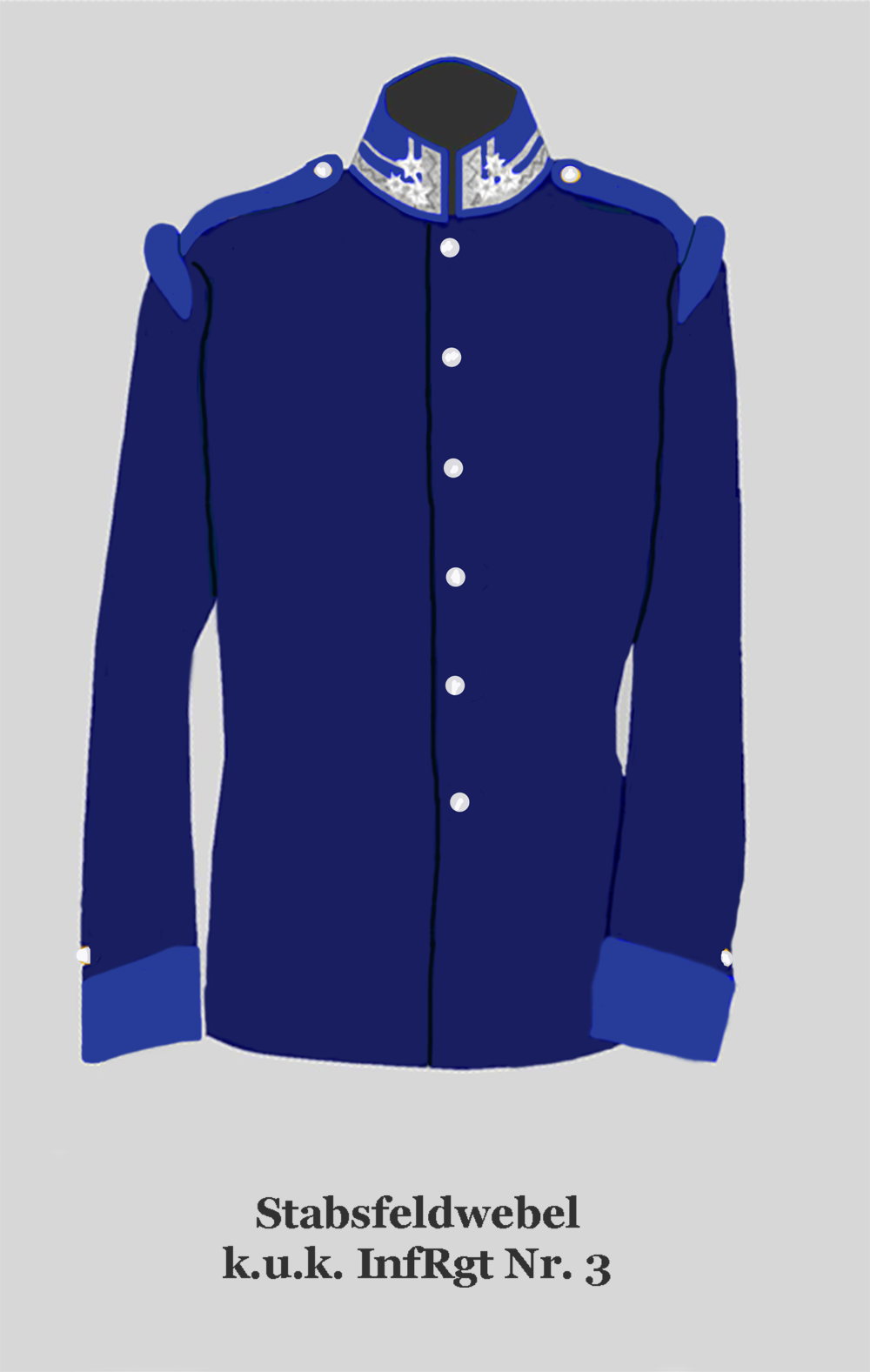
Мундир фельдфебеля 3-го піхотного полку.
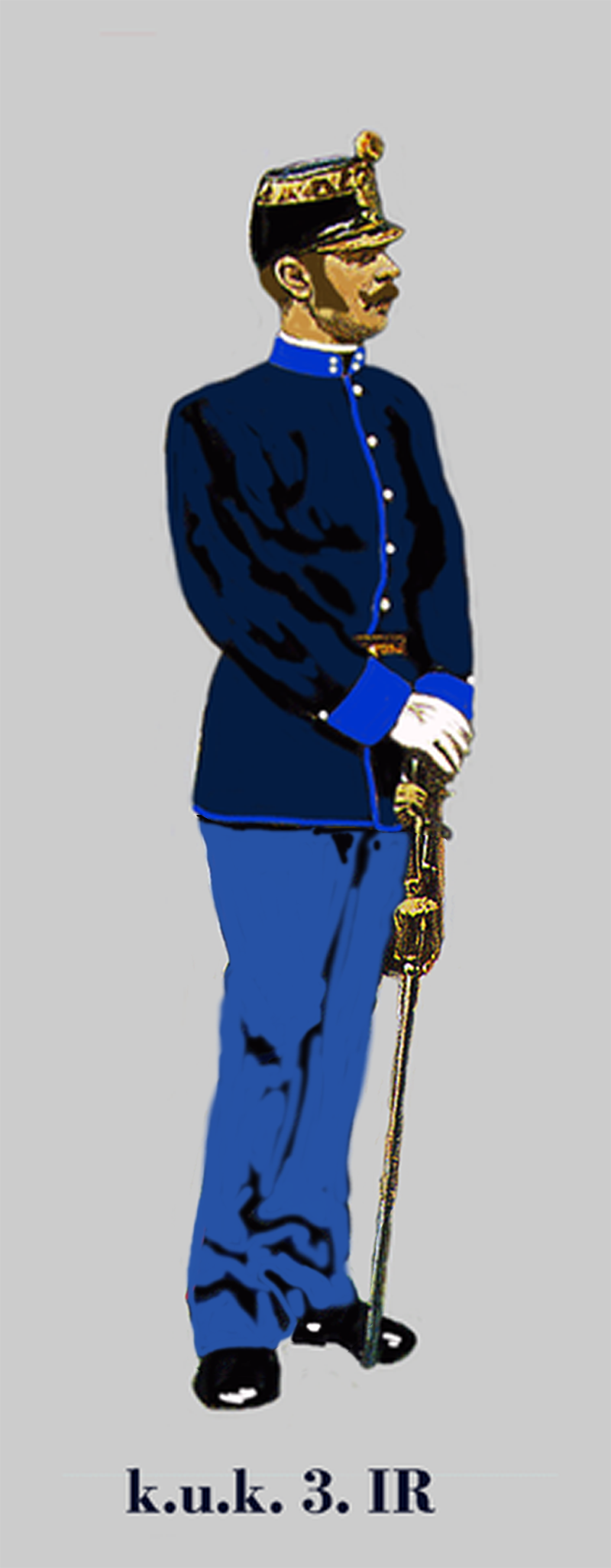
Офіцер 3-го піхотного полку в парадній формі одягу.
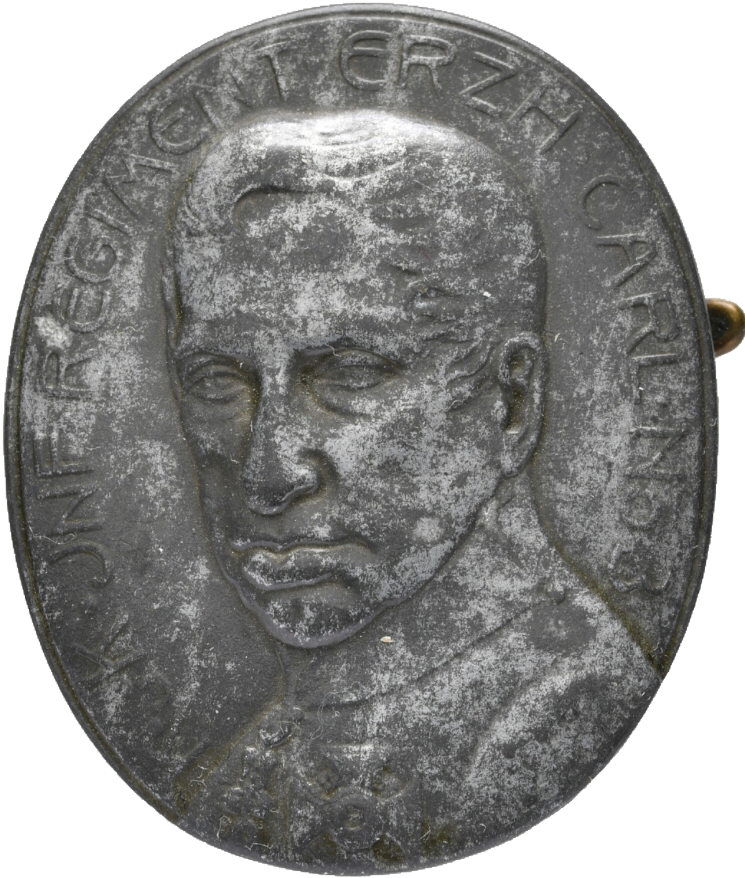
Каппен 3-го піхотного полку із зображенням ерцгерцога Карла. 1916.
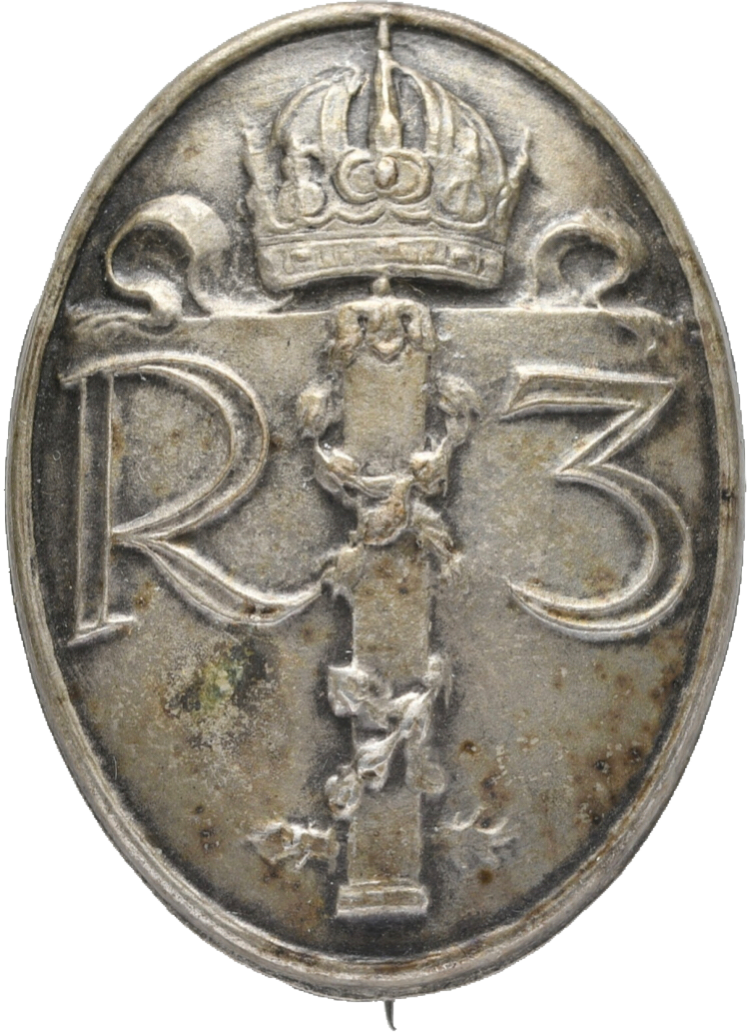
Каппен 3-го піхотного полку із зображенням корони Рудольфа.

## Військовослужбовці
- Густав Ціріц (15.02.1872 — 1920).